# Erica Dawson
Pour les articles homonymes, voir Dawson.
Erica Dawson est une skippeuse néo-zélandaise née le 24 juillet 1994 à Auckland. Elle a remporté avec Micah Wilkinson la médaille de bronze du Nacra 17 aux Jeux olympiques d'été de 2024, organisés à Paris.